# Sericesthis vigilans
Sericesthis vigilans is een keversoort uit de familie bladsprietkevers (Scarabaeidae). De wetenschappelijke naam van de soort is voor het eerst geldig gepubliceerd in 1890 door Sharp.